# Aglibol
Aglibol era um divindade lunar da região de Palmira, na antiga Síria, e seu nome significava "Cordeiro de Bel" ("Cordeiro de Deus"). Era retratado com um halo lunar em torno de sua cabeça e, algumas vezes, ao redor dos ombros, tendo a lua em forma de foice (crescente) como um de seus símbolos.
Ligava-se ao deus solar Yarhibol em uma famosa tríade, sendo associado com as versões sírias de Astarte, "Vênus", e Arsu, a "Estrela da Noite". Seu culto continuou no período helênico e foi, mais tarde, levado a Roma.